# Triple vision
トリプルヴィジョン・エンタテインメント（TRIPLE VISION entertainment）は、東京都を拠点とする制作チームの名称である。2006年11月に制作プロダクション/レコード・レーベルとして設立された。エモ、スクリーモやポスト・ハードコアなどロック系のレコード・レーベルとして音楽CDのリリースを主な活動としながら、多様なジャンルのコンピレーションCDの企画/選曲/コンセプト・メイク、その他ヴィジュアル・デザインなどをメジャー、インディー、業種に関わらず提供をしている。
現在は、ザ・デビル・ウェアーズ・プラダやアレサナ等、数多くの人気バンドの日本盤国内リリースを手がけるなどロック・シーンの代表的なレーベルのひとつなっている。またスクリーム・アウト・フェストやスクリーム・アウト・パーティーなど海外からバンドを招聘した自主イベント、ツアーなども行っている他、キバオブアキバ、HER NAME IN BLOODなど国内アーティストのマネージメントも行っている。2016年からは若手バンドのプロモーションや流通のサポートを行う部門としてTRIPLEVISION markethingを開設。

## リリース・アーティスト(海外)
- アレサナ　Alesana
- アーミスト　Amyst
- アスキング・アレクサンドリア Asking Alexandria
- ザ・ブラックアウト　The Blackout（UK）
- ブレスザフォール　blessthefall
- ブリーズ・キャロライナ　Breathe Carolina
- ア・ブレット・フォー・プリティーボーイ　A Bullet For Pretty Boy
- ベリー・トゥモロー　Bury Tomorrow
- ケイジナイン　Cage9
- キャリコ・システム　Calico System
- クラシック・ケース　Classic Case
- コンフォート・フォー・チェンジ　Comfort For Change
- ドリーム・オン、ドリーマー　Dream On,Dreamer
- デッド・レター・サーカス　Dead letter Circus
- ザ・デビル・ウェアーズ・プラダ　The Devil Wears Prada
- フリーイング・フロム・フォナーレズ　Fleeing From Finales
- フリーステイト　Freestate
- ハー・ネーム・イン・ブラッドHer Name In Blood
- アイ・ザ・ブリーザーI The Breather
- アイ・シー・スターズ I See Stars
- ザ・ミッション・イン・モーション　The Mission In Motion
- モーションレス・イン・ホワイト　Motionless In White
- ノーザン・ルーム　Northern Room
- ピアス・ザ・ヴェイル　Pierce The Veil
- ア・スカイリット・ドライヴ　A Skylit Drive
- スタティック・ララバイ　A Static Lllaby
- ヴェイル・オブ・マヤVeil Of MAYA
- バイオレンス・トゥ・ベガス　Violence To Vegae
- ウイ・ケイム・アズ・ロマンス　We Came As Romans
- ザ・ワード・アライブ　The Word Alive
- ペリフェリー　Periphery

## リリース・アーティスト(国内)
- ハー・ネーム・イン・ブラッド　HER NAME IN BLOOD
- ニュー・ブリード　NEW BREED
- フォード FOAD
- ペイルダスク Paledusk
- ヴィクティム・オブ・ディセプション　Victim of Deception

## マネージメントアーティスト
- ハー・ネーム・イン・ブラッド　HER NAME IN BLOOD
- アルテマ　ARTEMA
- キバオブアキバ　KIBA OF AKIBA

## 主催イベント
- スクリーム・アウト・フェスト　SCREAM OUT FEST

### コンピレーション
- パンク・ゴーズ・クラシック・ロック　Punk Goes Classic Rock
- パンク・ゴーズ・ポップ3　Punk Gose Pop3
- ヴァーサス　VERSUS-Label battle Compilation
- ヴァーサス2　VERSUS-Round 2
- TRVE　TRVE-label Compilation
- BRAT PACK 2012　国内若手アーティスト・コンピレーション

### RUSH LIFE!リリース・アーティスト
- フォーティーエイトメイ　48May
- グッドナイト・ナース　Goodnight Nurse
- ワッチアウト!ゼアーズ・ゴースツ　Watchout! Theres Ghosts